# Герб Владимирской области
Герб Владимирской области — официальный символ Владимирской области Российской Федерации, утверждён Законодательным Собранием Владимирской области 20 января 1999 года. 
Из-за несоответствий методическим рекомендациям Геральдического совета гербу Владимирской области отказано в государственной регистрации до внесения соответствующих изменений (герб субъекта Федерации не может иметь внешних обрамлений в виде дубового венка и Андреевской ленты).

## Описание
Официальное описание:
Герб Владимирской области представляет собой изображение золотого львиного леопарда, в железной, украшенной золотом и цветными камнями, короне, держащий в правой лапе длинный серебряный крест в червлёном поле. Щит увенчан императорской короной и окружён золотыми дубовыми листьями, соединёнными Андреевской лентой

## История

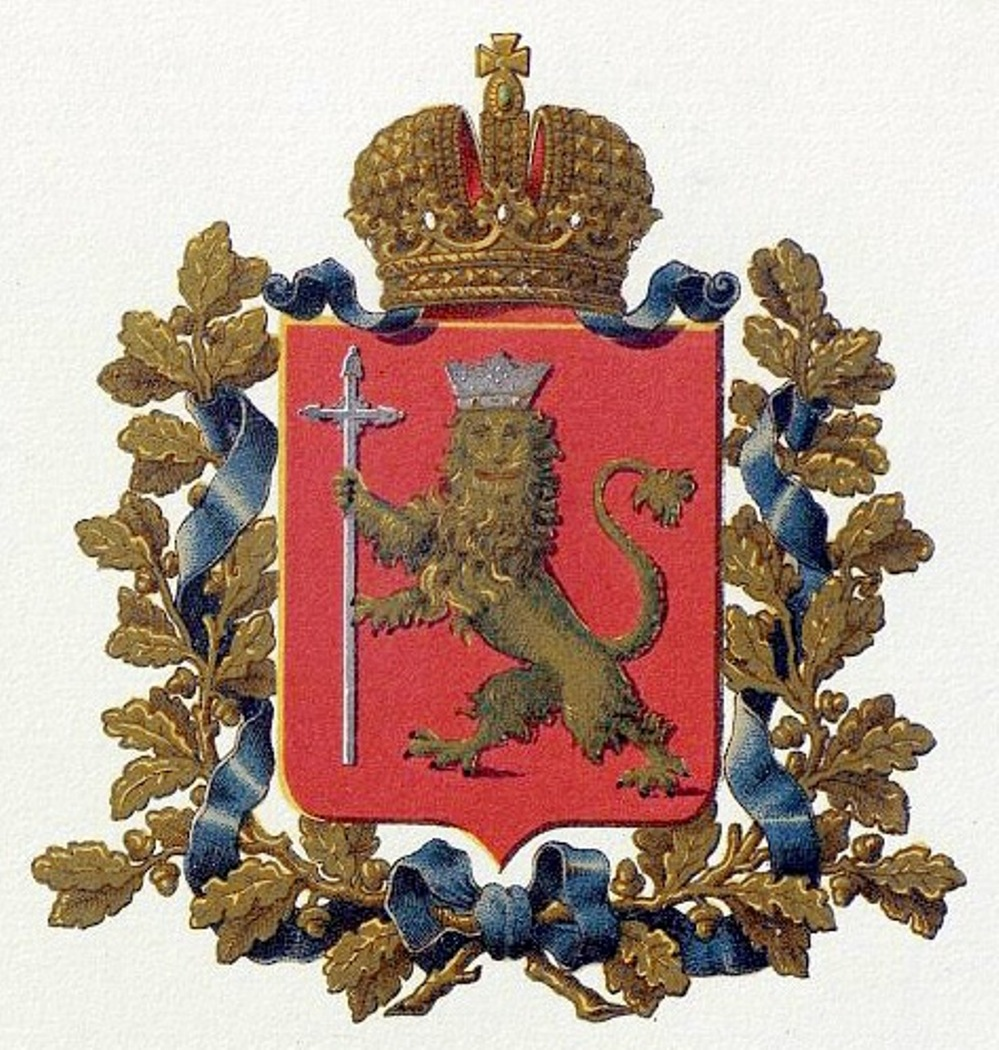
Герб Владимирской губернии 1856 года

Герб Владимирской губернии, на основе которого позднее был создан герб области, утверждён 8 декабря 1856 года: «в червлёном поле золотой львиный леопард, в железной, украшенной золотом и цветными камнями короне, держащий в правой лапе длинный серебряный крест. Щит увенчан Императорскою короною и окружён золотыми дубовыми листьями, соединёнными Андреевскою лентою».
14 августа 1944 года Указом Президиума Верховного Совета СССР образована Владимирская область, однако в советское время область герба не имела. Первый акт, регламентирующий областной герб — Решение Законодательного Собрания Владимирской области от 8 июля 1994 года №63 «О гербе Владимирской области». Согласно Решению, был восстановлен старый губернский герб, и принято Положение о гербе: «герб  Владимирской  области  представляет  собой   изображение золотого львиного леопарда в железной, украшенной золотом и цветными камнями, короне, держащий в правой лапе длинный серебряный крест в червлённом поле. Щит увенчан императорскою короною и окружён золотыми дубовыми листьями, соединёнными Андреевскою лентою». Герб Владимирской области окончательно утверждён Законом от 20 января 1999 года. Глава администрации области Н.В. Виноградов подписал Закон 5 февраля 1999 года (№8-ОЗ).
Из-за несоответствий методическим рекомендациям Геральдического совета при Президенте РФ гербу Владимирской области отказано в государственной регистрации до внесения соответствующих изменений (герб субъекта Федерации не может иметь внешних обрамлений в виде дубового венка и Андреевской ленты). По мнению К.Ф. Мочёнова, при удалении с герба венка и Андреевской ленты и замене императорской короны на царскую герб может пройти экспертизу при Геральдическом совете.